# متانوژن

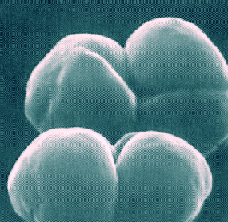
تصویری از متانوژن

متان‌زاها یا متانوژن‌ها (به انگلیسی: Metanogen) میکروب‌هایی از شاخه باستانیان هستند که در شرایط بی‌هوازی، گاز متان را به عنوان محصول حتمی متابولیسم تولید می‌کنند. آن‌ها معمولاً در جاهای مرطوب مسئول تولید گاز متان هستند و در روده جانورانی مثل نشخوارکنندگان و انسان‌ها مسئول تولید باد شکم هستند. رشد و بقای آن‌ها به‌طور مستقیم به فعالیت آن‌ها با میکروفلور بستگی دارد. رسوبات دریایی متانی کلاً به جاهایی که از سولفات خالی شده‌اند، معمولاً زیر لایه‌های بالایی، محدود شده‌اند. بقیه شدت‌دوست هستند و در محیطهای داغ مانند چشمه‌های آبگرم و نیز در کیلومترها زیر سطح زمین در سنگهای مذاب پوستهٔ زمین یافت شده‌اند. متانوژن‌ها بی‌هوازی اند و همین‌طور نمی‌توانند عملکردی در شرایط هوازی داشته باشند ولی می‌توانند تنش اکسیژنی را برای مدت طولانی تحمل کنند.
موردی استثنا وجود دارد به نام Methanosarcina barkeri که دارای آنزیم سوپراکسید دیس موتاز است و می‌تواند تنش اکسیژن را برای مدت بیشتری تحمل کند. برخی که هیدروژن تروفیک نامیده می‌شوند از CO۲ به عنوان منبع کربن و از H۲ به عنوان احیاکننده استفاده می‌کنند. مقداری از CO۲ با H۲ برای تولید متان وارد واکنش می‌شود که یک گرادیان الکتروشیمیایی در عرض غشا ایجاد می‌شود که ATP را در جهت شیمیواسمزی مصرف می‌کند. برخلاف اینها، گیاهان و جلبکها از آب به عنوان احیاکننده استفاده می‌کنند.

## نقش متانوژن
اکثر متان بیوژنیک دریایی، نتیجهٔ احیای CO۲ است و اندکی نیز از استات است. آرکه‌های کاتابولیزکننده از استات، استوتروفیک یا استیک لاستیک نامیده می‌شوند. آرکه‌های متیلوتروفیک از ترکیبات متیل‌دار مثل متیل آمین‌ها، متانول و نیز متان تیول استفاده می‌کنند. متانوژن‌ها نقش اکولوژیکی حیاتی در محیطهای بی‌هوازی با زدودن هیدروژن اضافی و محصولات تخمیری که توسط شکل‌های دیگر تنفس بی‌هوازی تولید شده‌اند ایفا می‌کند.
متانوژن‌ها به‌طور مشخص در محیطهایی که در آن بقیهٔ گیرنده‌های الکترون (مثل نیترات، اکسیژن، سولفات و آهن سه ظرفیتی) موجود نباشند، رونق می‌یابند. در سنگهای عمیق هیدروژن مورد نیازشان را از آب تجزیه شدهٔ رادیواکتیو و گرم فراهم می‌کنند. متانوژن‌ها در محیط‌های افراطی بر روی زمین یافت می‌شوند از محیطهای گرم و خشک در صحرا تا در زیر کیلومترها یخ در گرینلند. اکثر متانوژن‌ها تولیدکننده‌های اتوتروف هستند اما آن‌هایی که از استات استفاده می‌کنند در جایگاه شیموهترتروف‌ها هستند. میکروب‌های زنده‌ای که متان می‌ساختند در هستهٔ نمونه‌های یخی از سه کیلومتری زیر گرینلند بوسیلهٔ تحقیقاتی از University of California, Berkeley یافت شد.

## نژادهای متانوژن
- Methanobacterium bryantii
- Methanobacterium formicum
- Methanobrevibacter arboriphilicus
- Methanobrevibacter gottschalkii
- Methanobrevibacter ruminantium
- Methanobrevibacter smithii
- Methanococcus chunghsingensis
- Methanococcus burtonii
- Methanococcus aeolicus
- Methanococcus deltae
- Methanococcus jannaschii
- Methanococcus maripaludis
- Methanococcus vannielii
- Methanocorpusculum labreanum
- Methanoculleus bourgensis (Methanogenium olentangyi و Methanogenium bourgense)
- Methanoculleus marisnigri
- Methanoflorens stordalenmirensis
- Methanofollis liminatans
- Methanogenium cariaci
- Methanogenium frigidum
- Methanogenium organophilum
- Methanogenium wolfei
- Methanomicrobium mobile
- Methanopyrus kandleri
- Methanoregula boonei
- Methanosaeta concilii
- Methanosaeta thermophila
- Methanosarcina acetivorans
- Methanosarcina barkeri
- Methanosarcina mazei
- Methanosphaera stadtmanae
- Methanospirillium hungatei
- Methanothermobacter defluvii (Methanobacterium defluvii)
- Methanothermobacter thermautotrophicus (Methanobacterium thermoautotrophicum)
- Methanothermobacter thermoflexus (Methanobacterium thermoflexum)
- Methanothermobacter wolfei (Methanobacterium wolfei)
- Methanothrix sochngenii

P3HB از CH4 با استفاده از متانوتروف ها: جنبه های بیوراکتور، فرآیند تخمیر و مدل سازی برای تولید بیوپلیمر مقرون به صرفه: P3HB (پلی-β-هیدروکسی بوتیرات)، یک ترکیب ذخیره انرژی از چندین میکروارگانیسم، می تواند به عنوان ماده پلاستیکی زیستی استفاده شود. P3HB در شرایط هوازی و هوازی و همچنین در محیط دریایی کاملاً زیست تخریب پذیر است. تراکم درون سلولی P3HB با استفاده از یک کنسرسیوم متانوتروف مورد بررسی قرار گرفت. جایگزینی پلیمرهای فسیلی و تجزیه ناپذیر توسط P3HB می تواند اثرات زیست محیطی پلاستیک ها را به میزان قابل توجهی کاهش دهد. استفاده از منابع کربن ارزان قیمت مانند CH4 (گاز طبیعی، بیوگاز) یک روش اساسی برای کاهش هزینه تولید P3HB و اجتناب از استفاده از محصولات کشاورزی اولیه مانند شکر یا نشاسته است. رشد زیست توده در پلی هیدروکسی آلکانوات ها (PHA) به طور کلی و در تولید پلی (3-هیدروکسی بوتیرات) به طور خاص می تواند مهمترین نکته باشد، بنابراین در اینجا نویسندگان بر گاز طبیعی به عنوان منبع کربن مناسب و بر انتخاب بیوراکتورها برای تولید P3HB تمرکز می کنند. آینده PHA بیشتر، از آن بستر. CH4 همچنین می تواند از زیست توده به دست آید، به عنوان مثال، بیوگاز، متاناسیون گاز سنتز یا نیرو به گاز (گاز طبیعی مصنوعی، SNG). همانطور که در این مقاله نشان داده شده است می توان از نرم افزار شبیه سازی برای بررسی، بهینه سازی و افزایش مقیاس فرآیند استفاده کرد. سیستم‌های تخمیر راکتور مخزن هم‌زن مداوم (CSTR)، بیوراکتور حلقه عمودی مایع اجباری (VTLB)، بیوراکتور حلقه لوله‌ای افقی مایع (HTLB)، تخمیر هوایی (AL) و تخمیر ستون حباب (BC) برای تبدیل متان آنها مقایسه شدند. ، ارزش kLa، بهره وری، مزایا و معایب. متان با متانول و سایر مواد اولیه مقایسه می شود.